# 山田彩乃
山田 彩乃（やまだ あやの、1991年1月12日 - ）は、日本のモデルである。ミス・アース2015に出場。

## 経歴
1991年1月12日、群馬県桐生市に生まれる。
桐生市立相生中学校、群馬県立太田女子高等学校、新潟大学教育学部学校教員養成課程（理科教育専修）卒業。
2012年4月、日本カワイイ博第1回公募モデル準グランプリ。
2013年3月、ミス・ユニバース・ジャパン2013ファイナリスト（この時は岩手代表として出場）。
2014年7月19日、「南魚沼市兼続公まつり」の一環として愛禮舞（あらいぶ）「兼続公時代行列〜サムライは生きている〜」に出演（兼続公の妻・お船役）。
2014年9月6日、VOGUE FASHION'S NIGHT OUTの一環として開催された「Atelys the Shop・COLE HAAN」ファッションショーに出演。
2014年10月12日 - 13日、新潟コンベンションセンターにて第3回日本カワイイ博に出演。
2015年7月11日、東京都千代田区のイイノホールにてミス・アース日本代表に選出される。報道によると、この時は新潟市在住。12月、ウィーンで開催された世界大会に出場。入賞・特別賞ならず。
2015年10月11日、桐生警察署の一日警察署長。
2016年1月22日、桐生市と足利市のPRイベント「桐生市・足利市合同サロン・ド・G」に出席。
2016年2月20日、桐生市にて着物ファッションショーに出演。
2017年5月24日、前橋市のロイヤルチェスター前橋にて「2017ミス・アース・ジャパン群馬大会」に審査員として参加。
2018年9月8日、農業体感ツアーin魚沼に「地域活性化モデル」として同行。
2019年6月現在、（株）Shitamichi HD（本社：新潟市）常務取締役。ヒューマンキャンパス高等学校新潟学習センターで年に数日、理科のスクーリングを担当。NPO法人Lily&Marry'S代表。この法人はイベントキャスティング等のほか、マーケティング協力やコラボ商品開発の業務も手掛ける。

## 人物
中学校教諭一種免許状（理科）および高等学校教諭一種免許状（理科）を保有。趣味・特技は、音楽、ラジオを聴くこと、バドミントン。

## 出演

### テレビ
- ぐんま一番（群馬テレビ、2018年4月6日 - 2021年3月19日） - レギュラー
- 八千代コースター（NST新潟総合テレビ） - レギュラー → 不定期出演

### ラジオ
- マエカブナカシズカ（BSNラジオ） - レギュラー（中静祐介と共演[13]）
- 美穂と彩乃のたがいにみやぎプロジェクト！（Date fm） - メインパーソナリティ
- 山田彩乃のゴゴイチinメディアシップ（BSNラジオ、2016年4月 - 2017年3月）